# گتلو
گتلو (به آلمانی: Getelo) یک شهر در آلمان است که در گرافشافت بنتهایم واقع شده‌است. گتلو  ۶۶۳ نفر جمعیت دارد.